# Honda RC213V
Honda RC213V – motocykl prototypowy zaprojektowany przez Hondę na sezon 2012 Motocyklowych Mistrzostw Świata, regulamin, który obowiązuje od 2012 zezwala wystawiać motocykle o pojemności do 1000 cm3 przy maksymalnej ilości 4 cylindrów i średnicy cylindra wynoszącej nie więcej niż 81 mm.
Nazwa modelu określa następujące rzeczy:
- RC = tradycyjny skrót Hondy oznaczający motocykle czterosuwowe
- 213 = trzecia generacja motocykli w 21 wieku
- V = silnik widlasty

W 2012 Honda wystawiała 2 modele fabryczne RC213V, kierowcami byli Australijczyk, Casey Stoner oraz Hiszpan, Dani Pedrosa, natomiast 2 pozostałe wystawiały zespoły fabryczne, Gresini Racing, gdzie kierowcą był Alvaro Bautista i LCR ze Stefanem Bradlem, swoją szansę dostał także Jonathan Rea, który zastąpił Stonera na 2 wyścigi, gdy ten był kontuzjowany po Indianapolis. Przedsezonowe testy były bardzo udane, a już w trakcie sezonu obaj łącznie wygrali 12 z 18 wyścigów i kończąc zmagania odpowiednio na 2 i 3 miejscu, Honda zwyciężyła za to klasyfikację konstruktorów. W 2013 Casey Stoner zakończył karierę, a na jego miejsce wskoczył debiutant, Marc Marquez, młody Hiszpan od razu poprowadził Hondę do potrójnej korony (mistrzostwo dla zawodnika, zespołu i konstruktorów).

## Specyfikacja i opis 2013[3]
|                            | 2013                                                                |
| Długość                    | 2052mm                                                              |
| Szerokość                  | 645mm                                                               |
| Wysokość                   | 1110mm                                                              |
| Rozstaw Kół                | 1435mm                                                              |
| Prześwit                   | 115mm                                                               |
| Waga                       | 160 (zgodnie z regulaminem FIM)                                     |
| Silnik                     | Czterosuwowy V4, chłodzony cieczą, czterocylindrowy                 |
| Pojemność                  | 1000cm3                                                             |
| Moc maksymalna             | Ponad 176kW (ponad 230KM)                                           |
| Prędkość maksymalna        | ponad 350 km/h                                                      |
| Pojemność zbiornika paliwa | 21 litrów                                                           |
| Rama                       | Aluminum Twin-tube                                                  |
| Zawieszenie                | Przód : Widelec teleskopowy (Ohlins) Tył : Pro-Link (Ohlins)        |
| Hamulce                    | Przód : Włókno węglowe (Brembo) Rear : Stalowy dysk Yutaka (Brembo) |

Główną koncepcją nowej konstrukcji było podtrzymanie tego, co rozpoczęto w 2012 r., czyli centralizacja masy oraz stopniowa poprawa w każdym obszarze motocykla. Centralizacja masy miała służyć łatwiejszemu prowadzeniu maszyny łącząc w sobie zwrotność, stabilność i odporność na wheelie (poderwanie przedniego koła), a także maksymalną przyczepność w zakrętach. Sztywność i balans ramy zmodyfikowano łącząc w sobie dobre właściwości skrętne i stabilność, silnik był lżejszy od poprzednika, zredukowano tarcie, poprawiono zużycie paliwa względem RC212V, udało zachować się więcej mocy po 2000 km przebiegu silnika, zmieniono owiewki.